# Ulotrichopus
Ulotrichopus is een geslacht van vlinders van de familie spinneruilen (Erebidae), uit de onderfamilie Catocalinae.

## Soorten
- U. catocala (Felder & Rogenhofer, 1874)
- U. catocaloides Strand
- U. dinawa Bethune-Baker, 1906
- U. eugeniae Saldaitis & Ivinskis, 2010
- U. longipalpus Joicey & Talbot, 1915
- U. lucidus Pinhey, 1968
- U. macula Hampson, 1891
- U. marmoratus Griveaud & Viette, 1962
- U. mesoleuca (Walker, 1858)
- U. nigricana Laporte, 1973
- U. nigricans Laporte, 1973
- U. ochreipennis (Butler, 1878)
- U. phaeoleuca Hampson, 1913
- U. phaeopera Hampson, 1913
- U. primulina (Hampson, 1902)
- U. pseudocatocala (Strand, 1918)
- U. rama Moore, 1885
- U. recchiai Berio, 1978
- U. tessmanni Gaede, 1936
- U. tinctipennis (Hampson, 1902)
- U. trisa Swinhoe, 1899
- U. variegata (Hampson, 1902)